# Anita Desai
Pour les articles homonymes, voir Desai.
Anita Desai, née Anita Mazumdar, est une romancière indienne d'expression anglaise née à Mussoorie (Inde), le 24 juin 1937.

## Biographie
Née en 1937 à Mussoorie en Inde, d'un père bengali, expatrié, originaire de ce qui est devenu le Bangladesh, et une mère allemande, la romancière Kiran Desai, Anita Desai grandit en parlant le hindi avec le voisinage et l'allemand à la maison. Ayant appris l'anglais à l'école, elle considère avant tout cette langue comme une langue littéraire : elle écrit sa première nouvelle en anglais à l'âge de 9 ans. Elle parle cinq langues : l'allemand, le bengali, l'ourdou, l'hindi et l'anglais.
Elle fait ses études à la Queen Mary's Higher Secondary School de New Delhi, puis obtient un baccalauréat universitaire en littérature anglaise de l'université de Delhi en 1957. Elle épouse Ashvin Desai, un homme d'affaires.
Le couple a quatre enfants, dont Kiran Desai, future romancière et lauréate du prix Booker. Elle jongle entre cette famille dont elle a en partie la charge et son activité d'écrivaine. Dans ses premiers romans, elle évoque le sentiment de solitude de femmes qui se sentent étouffées dans leur vie quotidienne, l'usure de ce quotidien, les fissures secrètes et les frustrations non-dites. La vie, pour elle, est une écorce fine qui peut se retrouver en morceaux. C'est en pensant à ses enfants qu'elle emmène les week-ends près de Alibag qu'elle écrit et publie, en 1982, Un village près de la mer (The Village by the Sea) qui remporte le Guardian Children's Fiction Prize (en) en 1983. En 1984, Un héritage exorbitant (In Custody), roman sur le déclin d'un poète ourdou et sur un univers culturel en cours de décomposition, est finaliste pour le prix Booker et est adapté au cinéma sous le titre In Custody (en) par Ismail Merchant en 1993.
Anita Desai passe une bonne partie de sa vie à New Delhi. À partir de 1993, elle est professeur d'écriture créative au MIT et partage son temps entre l'Inde, les États-Unis et l'Angleterre, observant les différences de mode de vie et de pensée entre ces pays: « À Boston - où j'ai longtemps enseigné la littérature au Massachusetts Institute of Technology - et plus généralement en Amérique, l'idée de développer sa personnalité fait quasiment partie de la Constitution. La liberté est telle qu'elle en devient parfois embarrassante », explique-t-elle ainsi, « La perception indienne au contraire, c'est que nous ne sommes aucunement en mesure de façonner notre destin. Celui-ci nous est donné. La société, la famille dans laquelle vous naissez ont déjà pour vous un plan de vie auquel il serait illusoire de vouloir se soustraire ».
En 1999, elle est de nouveau finaliste au prix Booker pour Le Jeûne et le Festin (Fasting, Feasting), consacré à la vie d'une famille d'émigrés aux États-Unis, et les cassures entre les membres de cette famille sur les manières d'envisager les destinées en Occident et en Orient.

## Œuvres
- Cry, The Peacock (1963)
- Voices in the City (1965)
- Bye-bye Blackbird (1971)
- The Peacock Garden (1974)
- Where Shall We Go This Summer? (1975) Où irons-nous cet été ?, traduit par Anne-Cécile Padoux, Paris, Denoël, coll. « Empreinte », 1996 ; réédition, Paris, Gallimard, coll. « Folio » no 3082, 1998  (ISBN 2-07-040471-4)
- Cat on a Houseboat (1976)
- Fire on the Mountain (1977) Le Feu sur la montagne, traduit par Paulette Vielhomme-Callais, Paris, Stock, coll. « Nouveau cabinet cosmopolite », 1986
- Games at Twilight (1978) Jeux au crépuscule, traduit par Anne-Cécile Padoux, Paris, Denoël, coll. « Empreinte », 1995 ; réédition, Paris, 10/18, coll. « Domaine étranger » no 2954, 1998  (ISBN 2-264-02279-5)
- Clear Light of Day (1980) La Claire Lumière du jour, traduit par Anne-Cécile Padoux, Paris, Denoël, coll. « Empreinte », 1993  (ISBN 2-207-24037-1) ; réédition, Paris, 10/18, coll. « Domaine étranger » no 2807, 1996  (ISBN 2-264-02280-9)
- The Village by the Sea (1982) Un village près de la mer, traduit par Paulette Vielhomme-Callais, Paris, Gallimard, coll. « Folio junior » no 400, 1987  (ISBN 2-07-033400-7)
- In Custody (1984) Un héritage exorbitant, traduit par Paulette Vielhomme-Callais, Paris, Stock, coll. « Nouveau cabinet cosmopolite », 1985 ; réédition, Paris, Stock, coll. « Bibliothèque cosmopolite », 1992  (ISBN 2-234-02447-1)
- Baumgartner's Bombay (1988) Le Bombay de Baumgartner, traduit par Paulette Vielhomme-Callais, Paris, Stock, coll. « Nouveau cabinet cosmopolite », 1991
- Journey to Ithaca (1995)
- Fasting, Feasting (1999) Le Jeûne et le Festin, traduit par Anne-Cécile Padoux, Paris, Mercure de France, coll. « Bibliothèque étrangère », 2002 ; réédition, Paris, Gallimard, coll. « Folio » no 3762, 2002  (ISBN 2-07-042432-4)
- Diamond Dust and Other Stories (2000) Poussière de diamant, traduit par Anne-Cécile Padoux, Paris, Mercure de France, coll. « Bibliothèque étrangère », 2002
- The Zigzag Way (2004) Un parcours en zigzag, traduit par Anne-Cécile Padoux, Paris, Mercure de France, coll. « Bibliothèque étrangère », 2006
- The Artist of Disappearance (2011) L'Art de l'effacement, traduit par Jean-Pierre Aoustin, Paris, Mercure de France, coll. « Bibliothèque étrangère », 2013